# Synodontis frontosus
Synodontis frontosus hay còn gọi là Sudan squeaker, là tên của một loài cá da trơn bơi lộn ngược và khu vực phân bố của chúng là khắp Bắc Phi và Trung Phi. Chúng được ghi nhận là xuất hiện ở Chad, Cộng hòa Dân chủ Congo, Ethiopia, Kenya, Somalia, Sudan, and Uganda.. Năm 1895, nhà động vật học người Pháp Léon Vaillant đã mô tả loài cá này dựa trên mẫu vật thu thập được ở sông White Nile, Sudan. Tên loài frontosus là một từ Latin, có nghĩa là "đầu rộng".

## Mô tả
Tương tự như nhiều loài trong chi Synodontis, S. caudalis xương đỉnh đầu của chúng kéo dài ra phía sau đến tia vây đầu tiên của vây lưng thì dừng lại. Hai bên đầu chúng mọc ra hai cái xương hẹp, cứng, đỉnh thì nhọn, chiều dài thì hơn chiều rộng. Nhờ bộ phận này mà các nhà nghiên cứu có thể nhận dạng được loài cá này.
Chúng có 3 cặp râu. Một cặp ở hàm trên thì dài, không phân nhánh, có thể có màng ở nối với cơ thể ở gốc, khi mở rộng thì có chiều dài 1+1⁄5 đến1+3⁄4 chiều dài của đầu. Còn hai cặp ở dưới thì có độ dài không bằng nhau. Cặp ngoài cùng thì thì dài hơn cặp trong cùng gấp hai lần và cả hai đều phân nhánh.
Tia vây đầu tiên của vây lưng và vây ngực thì cứng và có đỉnh nhọn. Ở phần lưng thì hơi cong, dài khoảng 3⁄4 chiều dài của đầu, phía trước thì mềm và phía sau thì có răng cưa. Còn ở phần ngực thì dài như vây lưng và có răng cưa ở 2 bên. Vây hậu môn thì có 4 tia vây không nhánh và 8 tia vây phân nhánh. Vây đuôi thì chia ra làm 2 rất rõ ràng và thùy đuôi phía trên thì dài hơn phía dưới.
Ở hàm trên thì răng của chúng có hình cái đục, còn ở hàm dưới thì có hình chữ S (hay hình cái móc). Số lượng răng ở hàm dưới thường được dùng để phân biệt các loài, ở Synodontis caudovittatus thì hàm dưới có từ 33 đến 48 cái răng.
Cơ thể của loài cá này có màu từ nâu xám đến hơi đen ở mặt trên, mặt dưới, hai bên và có miệng màu trắng.
Chiều dài của chúng khi trưởng thành có thể lên đến 34,2 cm (13.5 in). Nhìn chung thì cá thể giống cái thì to hơn giống đực dù cùng lứa tuổi với nhau.

## Môi trường sống và tập tính
Trong tự nhiên, loài cá này có thể được tìm thấy ở sông Nin, sông Shabeele, hồ Turkana, Albert, Edward và hồ Kyoga.
Chúng là loài ăn tạp nên thức ăn của chúng là côn trùng, tảo, động vật thân mềm, động vật giáp xác, mảnh vụn hữu cơ và thực vật.
Hành vi sinh sản của các loài trong chi Synodontis hầu như vẫn chưa rõ, ngoại trừ việc đếm được số lượng trứng từ việc các cá thể cái. Mùa sinh sản thì có lẽ diễn ra vào mùa lũ từ tháng 7 đến tháng 10, rồi chúng bắt cặp và bơi cùng nhau đến hết mùa sinh sản. Tốc độ phát triển của chúng tăng nhanh vào năm đầu tiên rồi giảm dần theo từng năm.